# Francesco Paleari
Don Francesco Paleari (Pogliano Milanese, 22 ottobre 1863 – Torino, 7 maggio 1939) è stato un presbitero e predicatore italiano, cottolenghino, beatificato nel 2011.

## Biografia
Francesco Paleari nacque a Pogliano Milanese il 22 ottobre 1863, da Angelo Paleari e Serafina Oldani, contadini, penultimo di otto figli di cui 2 morti in tenerissima età.
Si iscrisse a Torino al seminario superiore della Piccola Casa della Divina Provvidenza. Fu ordinato sacerdote il 18 settembre 1886, a 23 anni, dal cardinale Gaetano Alimonda, Arcivescovo di Torino.
Fin da giovane fu incaricato di insegnare latino e filosofia nel seminario dei Tommasini, e poi anche ai Missionari della Consolata, fondati dal beato Giuseppe Allamano di cui fu consigliere e collaboratore. Per più di 40 anni fu confessore e direttore spirituale del seminario diocesano e predicatore di esercizi spirituali. Nel 1922 fu nominato Canonico della Collegiata della SS. Trinità di Torino. Fu anche Provicario generale e Vicario per la Vita Consacrata dell'Arcidiocesi torinese.
Nel 1936 a causa di una malattia cardiaca, fu costretto in pochi mesi ad una inattività quasi assoluta.
Morì a Torino il 7 maggio 1939.

## Il culto

### Processo di beatificazione
L'11 giugno 1947, facendo eccezione alla regola cottolenghina di non dedicare risorse a cause di beatificazione dei suoi appartenenti, si aprì per don Francesco Paleari il primo processo diocesano, proseguito nel 1979 presso la Congregazione per le Cause dei Santi.
Il 6 aprile 1998 si è giunti al decreto sulle virtù e di conseguenza al titolo di venerabile.
Il 17 settembre 2011 è stato dichiarato beato.